# Bernard Williams
Bernard Arthur Owen Williams (21 de setembro de 1929 — 10 de junho de 2003) foi um filósofo moralista inglês.

## Vida pessoal e carreira
Nasceu em Essex, estudou no Balliol College de Oxford, e foi membro do corpo docente do All Souls e do New College. Foi professor de filosofia em Cambridge entre 1967 e 1979 e reitor do King's College de Cambridge entre 1979 e 1987, altura em que aceitou uma cadeira em Berkeley, regressando em 1990 à cadeira de filosofia moral em Oxford.
É conhecido por defender uma posição subtilmente relativista em filosofia moral, rejeitando as promessas aristotélicas e kantianas segundo as quais a virtude resulta do exercício das propensões racionais da mente. Também rejeita as teorias expressivistas e projectivistas, argumentando que se, pelo contrário, a ética se basear apenas em sensações e paixões contingentes não pode ser o que parece. O seu argumento de que a ética kantiana e o utilitarismo põem uma tónica não natural nos interesses puramente impessoais, ignorando os projectos pessoais que necessariamente ocupam o horizonte próximo das vidas práticas das pessoas, tem sido bastante influente.

## Obras publicadas

### Livros
- (com Alan Montefiore, eds.) British Analytical Philosophy, Londres: Routledge & Kegan Paul, 1966.
- Morality: An Introduction to Ethics, Cambridge: Cambridge University Press, 1972.
- Problems of the Self, Cambridge: Cambridge University Press, 1973.
- (com J. J. C. Smart) Utilitarianism: For and Against, Cambridge: Cambridge University Press, 1973.
- Descartes: The Project of Pure Enquiry, Londres: Pelican Books, 1978.
- Moral Luck: Philosophical Papers 1973-1980, Cambridge: Cambridge University Press, 1981.
- (com Amartya Sen) Utilitarianism and Beyond, Cambridge: Cambridge University Press, 1982.
- Ethics and the Limits of Philosophy, Cambridge: Harvard University Press, 1985.
- Shame and Necessity, Berkeley: University of California Press, 1993.
- Making Sense of Humanity, Cambridge: Cambridge University Press, 1995.
- The Great Philosophers: Plato, Abingdon: Routledge, 1998.
- Truth and Truthfulness: An Essay in Genealogy, Princeton: Princeton University Press, 2002.

### Publicado postumamente
- In the Beginning was the Deed: Realism and Moralism in Political Argument, ed. Geoffrey Hawthorn, Princeton: Princeton University Press, 2005.
- The Sense of the Past: Essays in the Philosophy Of History, ed. Myles Burnyeat, Princeton: Princeton University Press, 2006.
- Philosophy as a Humanistic Discipline, ed. A. W. Moore, Princeton: Princeton University Press, 2006.
- On Opera, ed. Patricia Williams, New Haven: Yale University Press, 2006.
- Essays and Reviews: 1959–2002, Princeton: Princeton University Press 2014.

### Artigos
- "Morality and the emotions," in Bernard Williams, Problems of the Self, Cambridge: Cambridge University Press, 1973, 207–229, first delivered in 1965 as Williams's inaugural lecture at Bedford College, London.
- "The Makropulos Case: Reflections on the tedium of immortality", in Bernard Williams, Problems of the Self, Cambridge: Cambridge University Press, 1973.
- "Pagan Justice and Christian Love," Apeiron 26(3–4), December 1993, 195–207.
- "Cratylus's Theory of Names and Its Refutation," in Stephen Everson (ed.), Language, Cambridge: Cambridge University Press, 1994.
- "The Actus Reus of Dr. Caligari", Pennsylvania Law Review 142, May 1994, 1661–1673.
- "Descartes and the Historiography of Philosophy," in John Cottingham (ed.), Reason, Will and Sensation: Studies in Descartes's Metaphysics, Oxford: Oxford University Press, 1994.
- "Acting as the Virtuous Person Acts," in Robert Heinaman (ed.), Aristotle and Moral Realism, Westview Press, 1995.
- "Ethics," in A. C. Grayling (ed.), Philosophy: A Guide Through the Subject, Oxford: Oxford University Press, 1995.
- "Identity and Identities," in Henry Harris (ed.), Identity: Essays Based on Herbert Spencer Lectures Given in the University of Oxford, Oxford: Oxford University Press, 1995.
- "Truth in Ethics," Ratio, 8(3), December 1995, 227–236.
- "On Hating and Despising Philosophy", London Review of Books, 18(8), 18 April 1996, 17–18 (courtesy link).
- "Contemporary Philosophy: A Second Look," in N. F. Bunnin (ed.), The Blackwell Companion to Philosophy, Blackwell, 1996.
- "History, Morality, and the Test of Reflection," in Onora O'Neill (ed.), The Sources of Normativity, Cambridge University Press, 1996.
- "Reasons, Values and the Theory of Persuasion," in Francesco Farina, Frank Hahn and Stafano Vannucci (eds.), Ethics, Rationality and Economic Behavior, Oxford: Oxford University Press, 1996.
- "The Politics of Trust," in Patricia Yeager (ed.), The Geography of Identity, Ann Arbor: University of Michigan Press, 1996.
- "The Women of Trachis: Fictions, Pessimism, Ethics," in R. B. Louden and P. Schollmeier (eds.), The Greeks and Us, Chicago: Chicago University Press, 1996.
- "Toleration: An Impossible Virtue?" in David Heyd (ed.), Toleration: An Exclusive Virtue, Princeton: Princeton University Press, 1996.
- "Truth, Politics and Self-Deception," Social Research 63.3, Fall 1996.
- "Moral Responsibility and Political Freedom," Cambridge Law Journal56, 1997.
- "Stoic Philosophy and the Emotions: Reply to Richard Sorabji," in R. Sorabji (ed.), Aristotle and After, Bulletin of the Institute of Classical Studies, Supplement 68, 1997.
- "Tolerating the Intolerable," in Susan Mendus (ed.), The Politics of Toleration, Edinburgh University Press, 1999.
- "Philosophy As a Humanistic Discipline," Philosophy 75, October 2000, 477–496.
- "Understanding Homer: Literature, History and Ideal Anthropology," in Neil Roughley (ed.), Being Humans: Anthropological Universality and Particularity in Transdisciplinary Perspectives, Walter de Gruyter, 2000.
- "Why Philosophy Needs History", London Review of Books, 24(20), 17 October 2002 (courtesy link).

## Ligações Externas
- criticanarede.com